# Geh zu ihr
Geh zu ihr ist ein Lied der Rockband Puhdys aus dem Jahr 1973. Es wurde durch den DEFA-Film Die Legende von Paul und Paula bekannt.

## Geschichte
Die damals noch wenig bekannte Ost-Berliner Band Puhdys wurde von dem Filmkomponisten Peter Gotthardt eingeladen, die Musik zu dem Film Die Legende von Paul und Paula nach einem Drehbuch von Ulrich Plenzdorf zu spielen. Die Liedtexte hatte ebenfalls Plenzdorf verfasst. Für die Komposition war Peter Gotthardt verantwortlich, sie ähnelt jedoch auffallend dem 1972 erschienenen Titel Look Wot You Dun der britischen Rockband Slade. Neben Geh zu ihr gehören Zeiten und Weiten und Wenn ein Mensch lebt zu den Puhdys-Stücken im Film.
Der Titel wurde in der folgenden Besetzung eingespielt: Dieter Birr (Gesang, Gitarre), Dieter Hertrampf (Gitarre, Hintergrundgesang), Harry Jeske (E-Bass), Gunther Wosylus (Schlagzeug) und Peter Meyer (Keyboard).
Der Film war mit rund drei Millionen Zuschauern ein großer Erfolg. Er machte auch die Puhdys bekannt, die anschließend zur kommerziell erfolgreichsten Rockband der DDR wurden. 1973 erschien Geh zu ihr auf einer Single. Geh zu ihr ist das achte Stück auf ihrer ersten Langspielplatte, Die Puhdys. Eine Puhdys-LP mit dem ersten Stück Geh zu ihr (und laß deinen Drachen steigen) erschien 1976 als Puhdys 1 bei Hansa in der Bundesrepublik Deutschland.
1999 spielten die Puhdys den Song in zwei Versionen neu ein: als Radio Edit mit 2:29 Minuten Dauer und als 4:45 Minuten langen Extended Edit. Im gleichen Jahr erschien eine Coverversion von Knorkator auf dem Album Hasenchartbreaker.

## Beschreibung
Das Stück ist in der Originalversion 2:42 Minuten lang. Es ist in Moll geschrieben und beginnt mit Klavier-Riffen. Der Sänger singt kraftvoll. Die Strophen sind kurz, der Refrain wird häufig wiederholt.
Im Lied wird ein Mann ermuntert, auf eine Frau zuzugehen und seinen „Drachen steigen“ zu lassen. Die zweite Textzeile soll ausdrücken, dass der Mensch nicht allein vom „Moos“, also nur allein vom Geld lebt. Zugleich wird auf das Bibelwort „Der Mensch lebt nicht vom Brot allein“ (5 Mos 8,3 , Mt 4,4 ) Bezug genommen.

## Ausgaben (ohne Kompilationen)

### Singles
- 1973: Geh zu ihr / Zeiten und Weiten (Amiga)
- 1999: Wenn ein Mensch lebt / Geh zu ihr (Maxi-CD, BMG)

### Alben
- 1974: Die Puhdys (Amiga)
- 1976: Puhdys 1 (Hansa)